# 渡辺専次郎
渡辺 専次郎（わたなべ せんじろう、1860年9月27日 （万延元年8月13日） - 1916年（大正5年）9月26日）は、日本の実業家。三井物産専務理事や、三井同族会管理部会員など務めた。

## 人物・経歴
横浜の医師渡邊顯哉の次男として生まれる。商法講習所（現一橋大学）を経て、矢野二郎校長の紹介で岩下清周とともに1879年に三井物産に入社した。1881年横浜支店詰。その後ロンドン支店詰となり、長年イギリスで勤務し、妻の満里はイギリス人。
1885年ロンドン支店副支配人。1886年ロンドン支店支配人。1895年には理事兼ロンドン支店支配人（1899年から支店長に名称変更）となり、紡績機の輸入や米の輸出、山本条太郎上海支店長との連携による石炭の購入などを進めた。
1903年から益田孝の後を受けて三井物産専務理事を務め、三井営業店重役会会員や、三井同族会事務局管理部会員も兼務した。1904年日露戦争の戦功で勲四等旭日小綬章受章。1909年に三井物産が株式会社化すると常務取締役に就任しロンドン在勤。
1911年三井銀行取締役。1914年三井物産本店首席常務取締役に就任。三井鉱山取締役も務めた。1916年病気で危篤となり従五位勲四等瑞宝章。同年在職のまま死去した。墓所は青山霊園。。
次男の渡辺米夫はイギリス人と結婚し、ケンブリッジ大学卒業後、イングランドのサリー州で養鶏場を設立した。